# Williams Velásquez
Williams Velásquez est un footballeur vénézuélien né le 22 avril 1997 à Caracas. Il évolue au poste de défenseur au Real Valladolid B.

## Biographie

### En équipe nationale
Avec les moins de 20 ans, il participe au Championnat sud-américain des moins de 20 ans en 2017. Lors de cette compétition, il joue neuf matchs.
Il dispute quelques mois plus tard la Coupe du monde des moins de 20 ans organisée en Corée du Sud. Lors du mondial junior, il joue six matchs, inscrivant un but contre le Vanuatu en phase de groupe. Le Venezuela s'incline en finale contre l'Angleterre.

## Palmarès
- Finaliste de la Coupe du monde des moins de 20 ans en 2017 avec l'équipe du Venezuela des moins de 20 ans
- Troisième du Championnat sud-américain des moins de 20 ans en 2017 avec l'équipe du Venezuela des moins de 20 ans